# 2343 Siding Spring
2343 Siding Spring eller 1979 MD4 är en asteroid i huvudbältet som upptäcktes den 25 juni 1979 av de båda amerikanska astronomerna Eleanor F. Helin och Schelte J. Bus vid Siding Spring-observatoriet. Den är uppkallad efter det teleskop som användes när den upptäcktes.
Asteroiden har en diameter på ungefär 5 kilometer.